# Skærgården (dokumentarfilm)
|  | Denne artikel er oprettet af botten Steenthbot ud fra en ekstern database. Den kan derfor have sproglige fejl eller mangler. Denne skabelon kan fjernes efter kontrol af indholdet. |

Skærgården er en dansk dokumentarfilm fra 1979 instrueret af G. Oxelmark.

## Handling
En fortælling om færger